# سناء بخيت
سناء بخيت أو سناء أبو بخيت (7 ديسمبر 1984 - ) عدائة رياضية أولمبية فلسطينية متقاعدة من دير البلح وسط قطاع غزة متخصصة في سباق 800 متر. مثلت فلسطين في دورة الألعاب الأولمبية المنعقدة في أثينا عام 2004. عينت اللجنة الأولمبية الفلسطينية سناء أبو بخيت لحمل علم فلسطين في حفل الافتتاح.

## روابط خارجية
- سناء بخيت على موقع الاتحاد الدولي لألعاب القوى (الإنجليزية)
- سناء بخيت على موقع أوليمبيديا (الإنجليزية)